# Rontignon
Rontignon (en béarnais Hrontinhon ou Rountignoû) est une commune française située dans le département des Pyrénées-Atlantiques, en région Nouvelle-Aquitaine.
Le gentilé est Rontignonais.

## Géographie

### Localisation
La commune de Rontignon se trouve dans le département des Pyrénées-Atlantiques, en région Nouvelle-Aquitaine.
Elle se situe à 7,6 km par la route de Pau, préfecture du département, et à 12 km de Nay, bureau centralisateur du canton d'Ouzom, Gave et Rives du Neez dont dépend la commune depuis 2015 pour les élections départementales.
La commune fait en outre partie du bassin de vie de Pau.
Les communes les plus proches sont : 
Meillon (1,3 km), Uzos (1,4 km), Narcastet (1,5 km), Aressy (1,7 km), Mazères-Lezons (2,5 km), Assat (2,8 km), Bizanos (3,4 km), Idron (3,4 km).
Sur le plan historique et culturel, Rontignon fait partie de la province du Béarn, qui fut également un État et qui présente une unité historique et culturelle à laquelle s’oppose une diversité frappante de paysages au relief tourmenté.

### Communes limitrophes
Les communes limitrophes sont  Aressy, Bosdarros, Gelos, Meillon, Narcastet et Uzos.
|       | Aressy    | Meillon   |
| Uzos  | Rontignon | Narcastet |
| Gelos | Bosdarros |           |

### Hydrographie

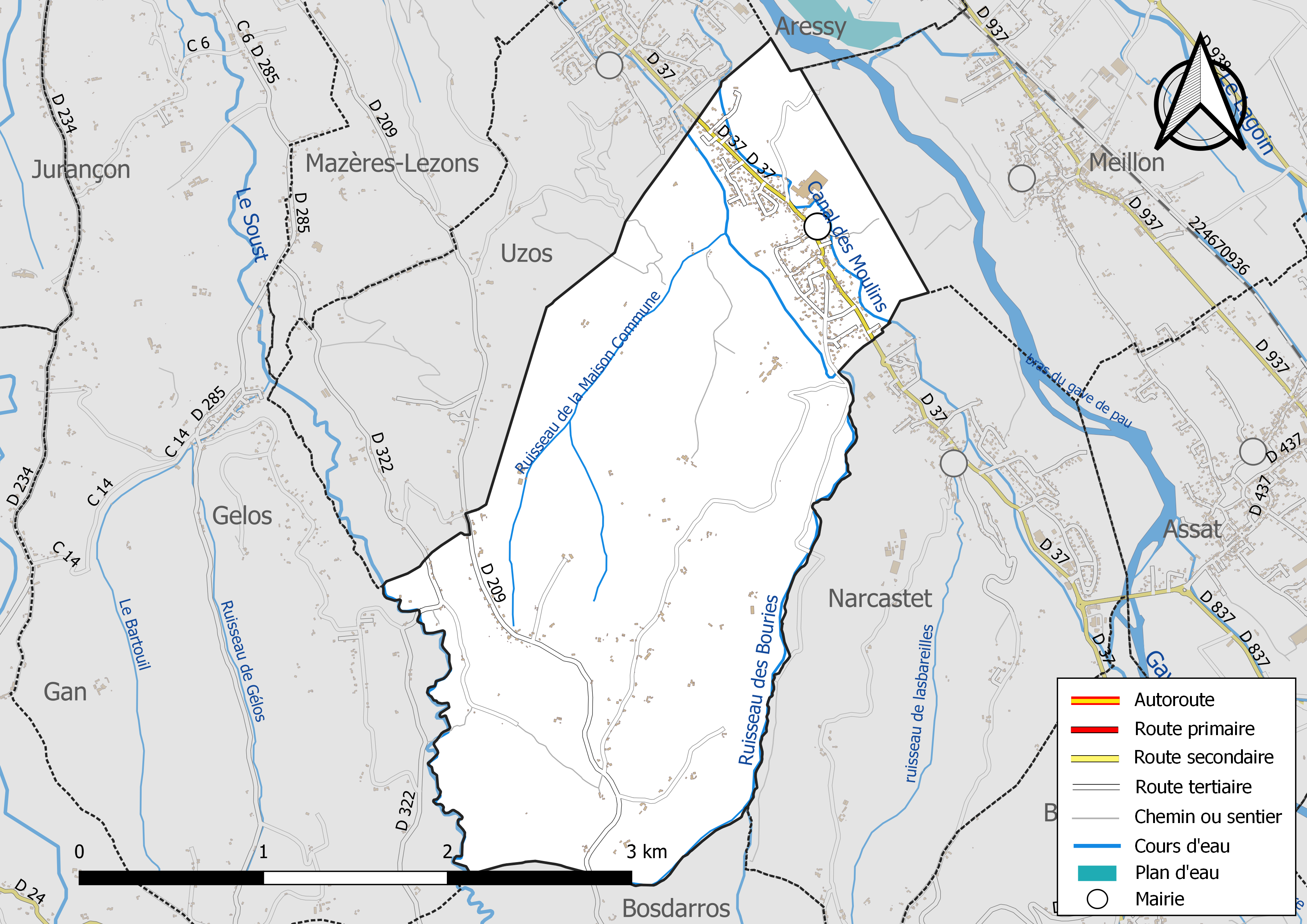
Réseaux hydrographique et routier de Rontignon.

La commune est drainée par le Soust, le canal des Moulins, le ruisseau des Bouries, le ruisseau de la Maison Commune, le ruisseau de Lasbouries, et par divers petits cours d'eau, constituant un réseau hydrographique de 11 km de longueur totale,.
Le Soust, d'une longueur totale de 24,4 km, prend sa source dans la commune de Sévignacq-Meyracq et s'écoule du sud vers le nord. Il traverse la commune et se jette dans le gave de Pau à Pau, après avoir traversé 7 communes.

### Climat
Pour des articles plus généraux, voir Climat de la Nouvelle-Aquitaine et Climat des Pyrénées-Atlantiques.
Historiquement, la commune est exposée à un climat de montagne.  
En 2020, Météo-France publie une typologie des climats de la France métropolitaine dans laquelle la commune est toujours exposée à un climat de montagne et est dans la région climatique Pyrénées atlantiques, caractérisée par une pluviométrie élevée (>1 200 mm/an) en toutes saisons, des hivers très doux (7,5 °C en plaine) et des vents faibles.
Pour la période 1971-2000, la température annuelle moyenne est de 13,3 °C, avec une amplitude thermique annuelle de 14 °C. Le cumul annuel moyen de précipitations est de 1 311 mm, avec 11,7 jours de précipitations en janvier et 8,5 jours en juillet. Pour la période 1991-2020, la température moyenne annuelle observée sur la station météorologique la plus proche, située sur la commune de Bénéjacq à 12 km à vol d'oiseau, est de 13,4 °C et le cumul annuel moyen de précipitations est de 1 244,1 mm,. Pour l'avenir, les paramètres climatiques de la commune estimés pour 2050 selon différents scénarios d’émission de gaz à effet de serre sont consultables sur un site dédié publié par Météo-France en novembre 2022.

### Milieux naturels et biodiversité

#### Réseau Natura 2000
Le réseau Natura 2000 est un réseau écologique européen de sites naturels d'intérêt écologique élaboré à partir des Directives « Habitats » et « Oiseaux », constitué de zones spéciales de conservation (ZSC) et de zones de protection spéciale (ZPS).
Un site Natura 2000 a été défini sur la commune au titre de la « directive Habitats » : le « gave de Pau », d'une superficie de 8 194 ha, un vaste réseau hydrographique avec un système de saligues encore vivace,.

#### Zones naturelles d'intérêt écologique, faunistique et floristique
L’inventaire des zones naturelles d'intérêt écologique, faunistique et floristique (ZNIEFF) a pour objectif de réaliser une couverture des zones les plus intéressantes sur le plan écologique, essentiellement dans la perspective d’améliorer la connaissance du patrimoine naturel national et de fournir aux différents décideurs un outil d’aide à la prise en compte de l’environnement dans l’aménagement du territoire.
Une ZNIEFF de type 1 est recensée sur la commune, : 
les « saligues amont du gave de Pau » (471,99 ha), couvrant 10 communes du département et une ZNIEFF de type 2,, : 
le « réseau hydrographique du gave de Pau et ses annexes hydrauliques » (3 000,84 ha), couvrant 71 communes dont 10 dans les Landes, 59 dans les Pyrénées-Atlantiques et 2 dans les Hautes-Pyrénées.

## Urbanisme

### Typologie
Au 1er janvier 2024, Rontignon est catégorisée commune rurale à habitat dispersé, selon la nouvelle grille communale de densité à sept niveaux définie par l'Insee en 2022.
Elle appartient à l'unité urbaine de Pau, une agglomération intra-départementale regroupant 55  communes, dont elle est une commune de la banlieue,,. Par ailleurs la commune fait partie de l'aire d'attraction de Pau, dont elle est une commune de la couronne,. Cette aire, qui regroupe 227 communes, est catégorisée dans les aires de 200 000 à moins de 700 000 habitants,.

### Occupation des sols

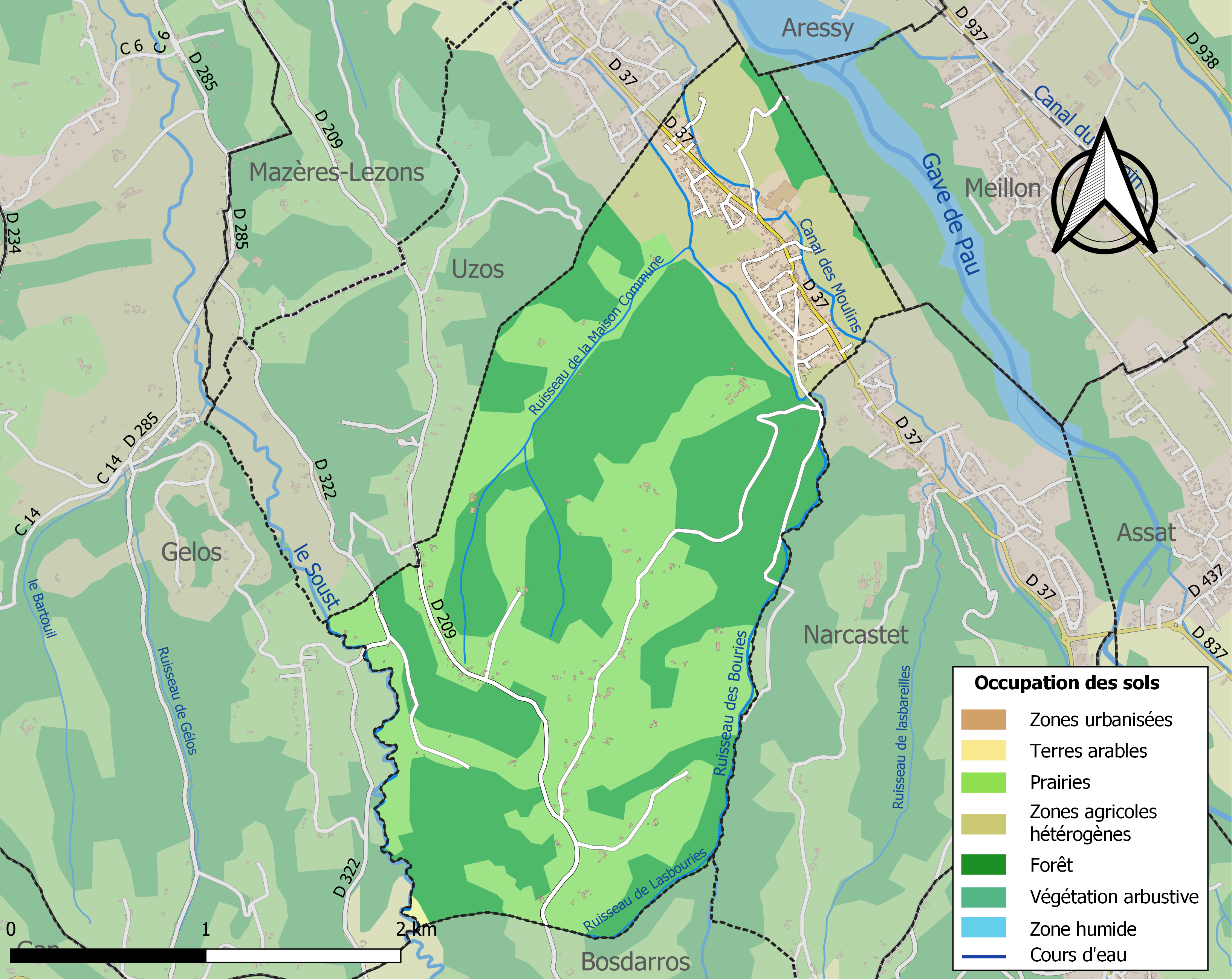
Carte des infrastructures et de l'occupation des sols de la commune en 2018 (CLC).

L'occupation des sols de la commune, telle qu'elle ressort de la base de données européenne d’occupation biophysique des sols Corine Land Cover (CLC), est marquée par l'importance des territoires agricoles (50,2 % en 2018), en diminution par rapport à 1990 (51,4 %). La répartition détaillée en 2018 est la suivante : 
forêts (43,7 %), prairies (38,8 %), zones agricoles hétérogènes (11,2 %), zones urbanisées (6,1 %), terres arables (0,2 %). L'évolution de l’occupation des sols de la commune et de ses infrastructures peut être observée sur les différentes représentations cartographiques du territoire : la carte de Cassini (XVIIIe siècle), la carte d'état-major (1820-1866) et les cartes ou photos aériennes de l'IGN pour la période actuelle (1950 à aujourd'hui).

### Lieux-dits et hameaux
- Capdebosc ;
- Médevielle.

### Voies de communication et transports
La commune est desservie par les routes départementales 37 et 209.

### Risques majeurs
Le territoire de la commune de Rontignon est vulnérable à différents aléas naturels : météorologiques (tempête, orage, neige, grand froid, canicule ou sécheresse), inondations, mouvements de terrains et séisme (sismicité moyenne). Il est également exposé à un risque technologique,  le transport de matières dangereuses. Un site publié par le BRGM permet d'évaluer simplement et rapidement les risques d'un bien localisé soit par son adresse soit par le numéro de sa parcelle.

#### Risques naturels
La commune fait partie du territoire à risques importants d'inondation (TRI) de Pau, regroupant 34 communes concernées par un risque de débordement du gave de Pau, un des 18 TRI qui ont été arrêtés fin 2012 sur le bassin Adour-Garonne. Les événements antérieurs à 2014 les plus significatifs sont les crues de 1800, crue la plus importante enregistrée à Orthez (H = 15,42 m au pont d'Orthez), du 23 juin 1875, exceptionnelle par son ampleur géographique, des 27 et 28 octobre 1937, la plus grosse crue enregistrée à Lourdes depuis 1875, du 3 février 1952, du 27 janvier 1972 (10,46 m à Orthez pour Q = 725 m3/s), du 28 novembre 1974, du 1er juin 1978 (3,40 m à Rieulhès pour Q = 504 m3/s) et du 19 juin 2013. Des cartes des surfaces inondables ont été établies pour trois scénarios : fréquent (crue de temps de retour de 10 ans à 30 ans), moyen (temps de retour de 100 ans à 300 ans) et extrême (temps de retour de l'ordre de 1 000 ans, qui met en défaut tout système de protection). La commune a été reconnue en état de catastrophe naturelle au titre des dommages causés par les inondations et coulées de boue survenues en 1982, 1992, 1993, 1997, 2008, 2009 et 2018,.
Les mouvements de terrains susceptibles de se produire sur la commune sont des affaissements et effondrements liés aux cavités souterraines (hors mines). Afin de mieux appréhender le risque d’affaissement de terrain, un inventaire national permet de localiser les éventuelles cavités souterraines sur la commune.

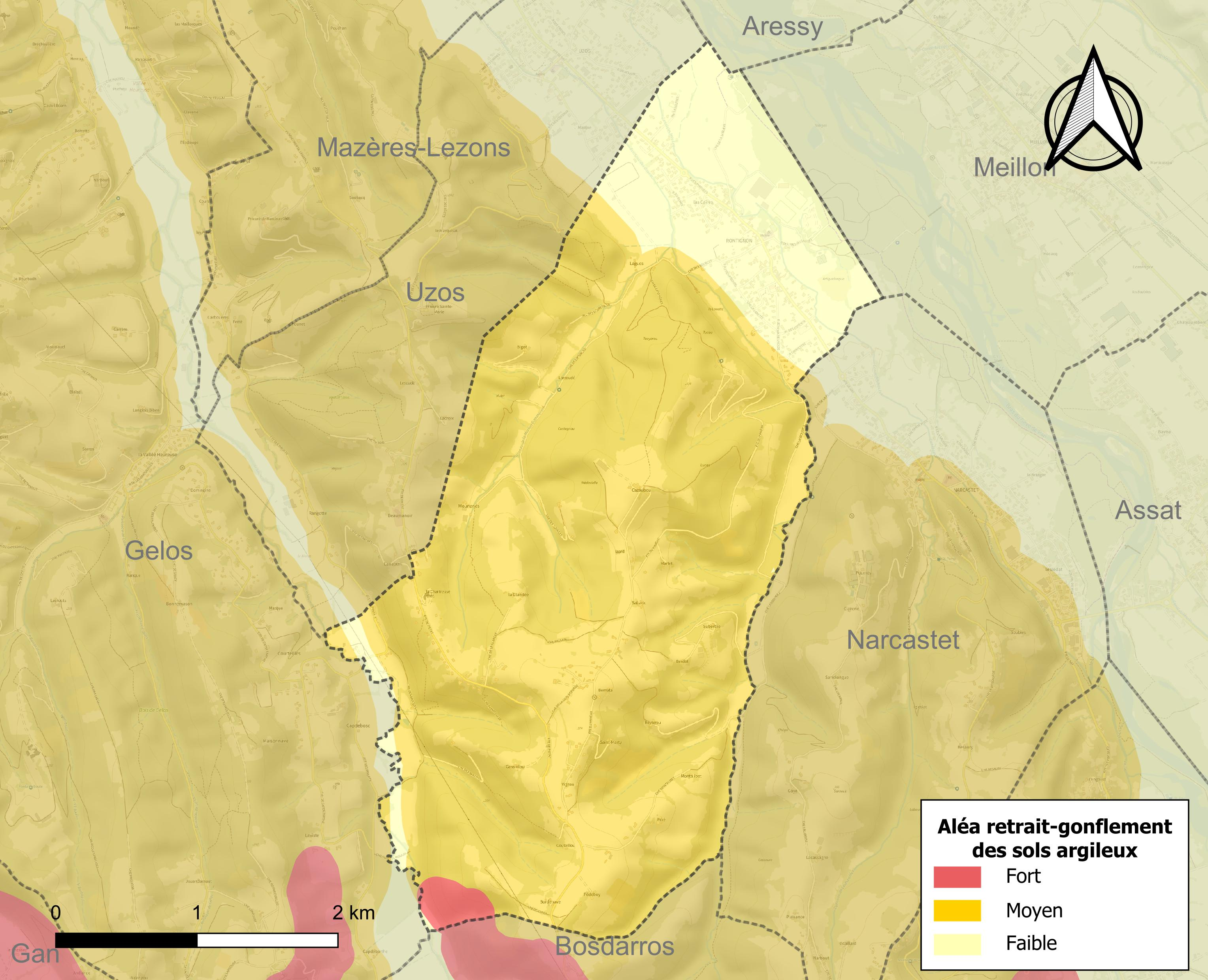
Carte des zones d'aléa retrait-gonflement des sols argileux de Rontignon.

Le retrait-gonflement des sols argileux est susceptible d'engendrer des dommages importants aux bâtiments en cas d’alternance de périodes de sécheresse et de pluie. 82,4 % de la superficie communale est en aléa moyen ou fort (59 % au niveau départemental et 48,5 % au niveau national). Depuis le 1er octobre 2020, en application de la loi ELAN, différentes contraintes s'imposent aux vendeurs, maîtres d'ouvrages ou constructeurs de biens situés dans une zone classée en aléa moyen ou fort,.

## Toponymie
Le toponyme Rontignon apparaît sous les formes Frontinho (1367, cartulaire d'Ossau), Frontilhoo (1376, montre militaire de Béarn), Rontinho et Frontinhoo (respectivement 1385 et 1402, censier de Béarn), Fronthinhoo et Sent-Pee de Rontinhoo (respectivement 1457 et 1511, notaires d'Assat) et Frontinhon (1546, réformation de Béarn).
Son nom béarnais est Hrontinhon ou Rountignoû.
Cambus, ferme d’Artigueloutan, était également un fief, comprenant en 1538 les communes d’Ousse et de Rontignon, vassal de la vicomté de Béarn.

## Histoire
Paul Raymond note qu'en 1385, Rontignon comptait neuf feux et dépendait du bailliage de Pau. La seigneurie de Rontignon était une dépendance du marquisat de Gassion.

## Politique et administration
| Période | Période | Identité           | Étiquette | Qualité |
| ------- | ------- | ------------------ | --------- | ------- |
| 1961    | 1967    | André Houdard      |           |         |
| 1967    | 1973    | André Houdard      |           |         |
| 1973    | 1978    | André Houdard      |           |         |
| 1978    | 1983    | Jean-Louis Escario |           |         |
| 1983    | 1989    | Jean-Louis Escario |           |         |
| 1983    | 1995    | Jean-Louis Escario |           |         |
| 1995    | 2001    | Jean Carrère       |           |         |
| 2001    | 2008    | Jean Carrère       |           |         |
| 2008    | 2014    | Jean Carrère       |           |         |
| 2014    | 2020    | Victor Dudret      |           |         |

### Intercommunalité
Rontignon fait partie de huit structures intercommunales :
- la communauté d'agglomération de Pau Béarn Pyrénées ;
- le syndicat à vocation unique de régulation des cours d'eau ;
- le syndicat AEP de la région de Jurançon ;
- le syndicat d’énergie des Pyrénées-Atlantiques ;
- le syndicat intercommunal centre de loisirs de Narcastet ;
- le syndicat intercommunal d'assainissement de Narcastet, Rontignon, Uzos ;
- le syndicat intercommunal d'études et de travaux d'aménagement du Soust et de ses affluents ;
- le syndicat intercommunal de défense contre les inondations du gave de Pau.

## Population et société

### Démographie
L'évolution du nombre d'habitants est connue à travers les recensements de la population effectués dans la commune depuis 1793. Pour les communes de moins de 10 000 habitants, une enquête de recensement portant sur toute la population est réalisée tous les cinq ans, les populations de référence des années intermédiaires étant quant à elles estimées par interpolation ou extrapolation. Pour la commune, le premier recensement exhaustif entrant dans le cadre du nouveau dispositif a été réalisé en 2008.

En 2022, la commune comptait 868 habitants, en évolution de +5,21 % par rapport à 2016 (Pyrénées-Atlantiques : +3,78 %, France hors Mayotte : +2,11 %).
| 1793 | 1800 | 1806 | 1821 | 1831 | 1836 | 1841 | 1846 | 1851 |
| ---- | ---- | ---- | ---- | ---- | ---- | ---- | ---- | ---- |
| 504  | 498  | 464  | 476  | 503  | 539  | 523  | 505  | 505  |

| 1856 | 1861 | 1866 | 1872 | 1876 | 1881 | 1886 | 1891 | 1896 |
| ---- | ---- | ---- | ---- | ---- | ---- | ---- | ---- | ---- |
| 501  | 451  | 435  | 461  | 431  | 448  | 423  | 442  | 448  |

| 1901 | 1906 | 1911 | 1921 | 1926 | 1931 | 1936 | 1946 | 1954 |
| ---- | ---- | ---- | ---- | ---- | ---- | ---- | ---- | ---- |
| 434  | 450  | 428  | 369  | 369  | 349  | 373  | 334  | 335  |

| 1962 | 1968 | 1975 | 1982 | 1990 | 1999 | 2006 | 2008 | 2013 |
| ---- | ---- | ---- | ---- | ---- | ---- | ---- | ---- | ---- |
| 309  | 377  | 415  | 558  | 627  | 685  | 726  | 737  | 798  |

| 2018 | 2022 | - | - | - | - | - | - | - |
| ---- | ---- | - | - | - | - | - | - | - |
| 841  | 868  | - | - | - | - | - | - | - |

Rontignon fait partie de l'aire d'attraction de Pau.

## Économie
La commune fait partie des zones AOC du vignoble du Jurançon et du Béarn et de celle de l'ossau-iraty.

## Culture locale et patrimoine
La fête communale a lieu le dernier week-end de juin.

### Patrimoine religieux
L'église Saint-Pierre fut construite à partir de 1854.

## Équipements
Enseignement
La commune dispose d'une école maternelle, l’école primaire est située sur la commune de Narcastet, s'agissant d'un RPI.